# Крексеново
Крексеново — деревня в Великоустюгском районе Вологодской области.
Входит в состав Орловского сельского поселения, с точки зрения административно-территориального деления — в Орловский сельсовет.
Расстояние по автодороге до районного центра Великого Устюга — 91 км, до центра муниципального образования Чернево — 16 км.
По данным переписи в 2002 году постоянного населения не было.